# Chiquitové
Chiquitové (španělsky Pueblo chiquitano, v jazyce chiquitano Monkoka) jsou autochtonní obyvatelé Jižní Ameriky. Žijí převážně v regionu tropických savan zvaném Chiquitania, který leží mezi řekami Guaporé a Otuquis v severovýchodní části bolivijského departmentu Santa Cruz a zasahuje také na území brazilského státu Mato Grosso. Jejich populace se odhaduje na zhruba 90 000 osob, z toho čtyřicet až šedesát tisíc hovoří řečí chiquitano (zvanou také „besiro“), která patří mezi izolované jazyky a dělí se na čtyři hlavní dialekty (piñoco, manasí, tao a peñoki). Jejich zájmy hájí sdružení Organización Indígena Chiquitana.

## Historie
Etnogeneze Chiquitů sahá do období po příchodu španělských kolonizátorů, kdy Tovaryšstvo Ježíšovo spojilo různá domorodá etnika (Samucos, Paikoneka, Saraveka, Otuke, Kuruminaka, Kuravé, Koraveka, Tapiis, Korokaneka a další) prostřednictvím křesťanské víry, společného jazyka a nucené práce na redukcích. Šestice dochovaných osad byla zapsána na seznam Světového dědictví jako Jezuitské misie na území Chiquitos. Název etnika pochází ze španělského výrazu „chiquito“ (maličký): první Evropané se podle nízkých vchodů domorodých chýší domnívali, že zde žijí trpaslíci.

## Současnost
Chiquitská populace byla zdecimována koncem devatenáctého století, kdy zde majitelé kaučukových plantáží lovili otroky, kteří hynuli vysílením a na zavlečené choroby. Pod vlivem evropské civilizace se původní lovecko-sběračské populace přeorientovaly na pěstování kukuřice, manioku a batátů, věnují se výrobě keramiky a houpacích sítí, často jsou Chiquitové zaměstnáni na rančích nebo odcházejí za prací do měst. Formálně se hlásí ke křesťanství, značný vliv na vesnické komunity však stále mají šamani.